# Унал, Энес
Энес Унал (тур. Enes Ünal; 10 мая 1997, Османгази, Турция) — турецкий футболист, нападающий клуба «Борнмут» и сборной Турции.

## Клубная карьера
Унал — воспитанник клуба «Бурсаспор». Он дебютировал за команду в матче Лиги Европы против сербской «Войводины». 25 августа 2013 года в матче против «Галатасарая» Энес дебютировал за «Бурсаспор» в турецкой Суперлиге, заменив во втором тайме Пабло Баталью. В этом же поединке Унал забил свой первый гол и стал самым молодым футболистом, когда-либо забивавшим в чемпионате Турции.
Летом 2015 года Энес перешёл в английский «Манчестер Сити». Сумма трансфера составила 3,5 млн евро. Летом того же года бельгийский «Генк» арендовал форварда на два года. 7 августа в матче против «Зюлте-Варегем» он дебютировал в Жюпиле лиге. 27 октября в поединке против «Остенде» Унал забил свой первый гол за «Генк».
В начале 2016 года Энес на правах аренды перешёл в нидерландский НАК Бреда. 19 февраля в матче против ситтардской «Фортуны» он дебютировал в Эрстедивизи. В этом же поединке Унал забил свой первый гол за НАК Бреду. 11 апреля в матче против «Телстара» он сделал хет-трик. По итогам сезона Энес стал одним из лучших бомбардиров команды, забив 8 мячей в 11 матчах. По окончании аренды он вернулся в «Манчестер Сити».
Летом 2016 года Унал на правах аренды перешёл в «Твенте». 14 августа в матче против «Фейеноорда» он дебютировал в Эредивизи. Через неделю в поединке против «Гронингена» Энес сделал хет-трик, забив свои первые голы за «Твенте».
Летом 2017 года Унал перешёл в испанский «Вильярреал», подписав контракт на 5 лет. Сумма трансфера составила 15 млн евро. 21 августа в матче против «Леванте» он дебютировал в Ла Лиге. 10 сентября в поединке против «Бетиса» Энес забил свой первый гол за «Вильярреал». В ноябре на правах краткосрочной аренды Унал перешёл в «Леванте». 5 ноября в матче против «Жироны» он дебютировал за новую команду. В этом же поединке Энес забил свой первый гол за «Леванте». В начале 2018 года Унал вернулся в «Вильярреал». 18 марта в матче против «Атлетико Мадрид» он сделал «дубль».
Летом 2018 года Энес на правах аренды перешёл в «Реал Вальядолид». 25 августа в матче против «Барселоны» он дебютировал за новый клуб. 22 сентября в поединке против «Сельты» Унал забил свой первый гол за «Реал Вальядолид».

## Международная карьера
В 2014 году в составе юношеской сборной Турции Унал принял участие в юношеском чемпионате Европы на Мальте. На турнире но сыграл в матчах против команд Нидерландов, Англии и Мальты.
31 марта 2015 года в товарищеском матче против сборной Люксембурга Энес дебютировал за сборную Турции.
.

## Статистика

### Клубная статистика
По состоянию на 16 октября 2016 года
| Выступление      | Выступление      | Выступление      | Лига | Лига | Кубки | Кубки | Еврокубки | Еврокубки | Остальные | Остальные | Итого | Итого |
| Клуб             | Лига             | Сезон            | Игры | Голы | Игры  | Голы  | Игры      | Голы      | Игры      | Голы      | Игры  | Голы  |
| ---------------- | ---------------- | ---------------- | ---- | ---- | ----- | ----- | --------- | --------- | --------- | --------- | ----- | ----- |
| Бурсаспор        | Супер лига       | 2013/14          | 16   | 3    | 5     | 3     | 2         | 0         | 0         | 0         | 23    | 6     |
| Бурсаспор        | Супер лига       | 2014/15          | 19   | 1    | 10    | 0     | 2         | 0         | 0         | 0         | 31    | 1     |
| Бурсаспор        | Итого            | Итого            | 35   | 4    | 15    | 3     | 4         | 0         | 0         | 0         | 54    | 7     |
| Манчестер Сити   | Премьер-лига     | 2015/16          | 0    | 0    | 0     | 0     | 0         | 0         | 0         | 0         | 0     | 0     |
| Манчестер Сити   | Итого            | Итого            | 0    | 0    | 0     | 0     | 0         | 0         | 0         | 0         | 0     | 0     |
| Генк →           | Лига Жюпиле      | 2015/16          | 12   | 1    | 2     | 1     | 0         | 0         | 0         | 0         | 14    | 2     |
| Генк →           | Итого            | Итого            | 12   | 1    | 2     | 1     | 0         | 0         | 0         | 0         | 14    | 2     |
| НАК Бреда →      | Эредивизи        | 2015/16          | 14   | 8    | 0     | 0     | 0         | 0         | 0         | 0         | 14    | 8     |
| НАК Бреда →      | Итого            | Итого            | 14   | 8    | 0     | 0     | 0         | 0         | 0         | 0         | 14    | 8     |
| Твенте →         | Эредивизи        | 2016/17          | 7    | 7    | 1     | 1     | 0         | 0         | 0         | 0         | 8     | 8     |
| Твенте →         | Итого            | Итого            | 7    | 7    | 1     | 1     | 0         | 0         | 0         | 0         | 8     | 8     |
| Всего за карьеру | Всего за карьеру | Всего за карьеру | 68   | 20   | 18    | 5     | 4         | 0         | 0         | 0         | 90    | 25    |